# Pusztamonostor
Pusztamonostor is een plaats (község) en gemeente in het Hongaarse comitaat Jász-Nagykun-Szolnok. Pusztamonostor telt 1664 inwoners (2002).